# Solución insatisfactoria
Solución insatisfactoria (publicada como Solution Unsatisfactory en 1941) es un cuento de ciencia ficción del escritor estadounidense Robert A. Heinlein, donde relata el esfuerzo de EE. UU. por crear un arma nuclear para poner fin a la Segunda Guerra Mundial en curso y las consecuencias distópicas para la nación y el mundo.
La historia fue publicada por primera vez en la revista Astounding Science Fiction, con ilustraciones de Frank Kramer. En noviembre de 1940, el editor de Astounding, John W. Campbell, sugirió que Heinlein redactara una historia sobre la función del polvo radiactivo como arma y propuso un escenario detallado. Heinlein descartó el escenario de Campbell y escribió la historia Política exterior, que envió a Campbell en diciembre de 1940 con el comentario «Le di la vuelta a la idea original, la sacudí y acabó como una historia completamente diferente». Campbell aceptó rápidamente la historia y le cambió el título a Solución insatisfactoria; apareció en la edición de mayo de 1941, firmada por el seudónimo de Heinlein «Anson MacDonald». Universo se publicó en el mismo número bajo el nombre de Heinlein.
La historia es recopilada en The Worlds of Robert A. Heinlein en 1966, Expanded Universe en 1980 y la recopilación del Club de libros de ciencia ficción Off the Main Sequence: The Other Science Fiction Stories of Robert A. Heinlein en el año 2005. Se publicó en italiano en 1967 y en alemán en 1972.
Se publicó en español en 1988 como «Solución insatisfactoria», en la recopilación de relatos La edad de oro. 1941  por ediciones Martínez Roca (págs. 131−170) ISBN 968-21-0660-5

## Trama
John DeFries, el narrador, es el director de campaña de Clyde C. Manning, un congresista novato y veterano militar mismo que ha recibido el alta médica por una afección cardíaca. DeFries apoya al congresista por ser «liberal [aunque] de una mentalidad lo suficientemente dura» como para recibir el apoyo de los  conservadores. En 1941, Manning es reclutado de nuevo con el rango de coronel y elige a DeFries como su ayudante. Se le encomienda la dirección de un proyecto secreto de máxima prioridad con financiación ilimitada, con el objetivo de desarrollar un arma nuclear antes de que lo hagan los nazis. El proyecto avanza poco en 1944. La Segunda Guerra Mundial es un punto muerto; los británicos y los alemanes continúan bombardeándose entre sí, mientras que en los Estados Unidos de América, la Unión Euroasiática —el nombre de la Unión Soviética en el relato— y Japón se mantienen neutrales.
Manning se entera de la muerte de peces en la bahía de Chesapeake, donde se vierten los subproductos de la investigación de la doctora Estelle Karst sobremateriales radiactivos artificiales. Karst fue ayudante de laboratorio de Otto Hahn, el primer hombre en caracterizar la fisión inducida en uranio, y huyó de Alemania «para escapar de un pogromo». Karst está trabajando en materiales radiactivos para usos médicos, pero Manning ve su potencial como arma radiológica. A pesar de las objeciones de Karst, para la Navidad de 1944 Estados Unidos está en posesión de casi 10 000 unidades de polvo radiactivo, definiéndose una «unidad» la cantidad que eliminaría  mil hombres al dispersarse; suficiente para matar a toda la población de una gran ciudad como Berlín.
Manning considera seriamente ordenar que todas las personas conscientes del secreto, incluido él mismo, sean ejecutadas y todos los registros destruidos, pero rechaza ese curso de acción porque piensa que otros investigadores, tal vez alemanes o rusos, seguramente lo redescubrírían. En cambio, en 1945 convence al presidente de usar el polvo contra Alemania. Dado que Estados Unidos oficialmente no participa en la guerra, los estadounidenses le ceden el polvo a Gran Bretaña, pero al precio de que los británicos acepten un dominio completo de Estados Unidos en el mundo de la posguerra.
Los estadounidenses advierten a los alemanes, realizan una demostración de los efectos del polvo en el ganado, lanzan folletos sobre Alemania y el presidente llega a hablar con el führer, pero los alemanes se niegan a rendirse. Los bombarderos de la RAF esparcen el polvo sobre Berlín y no dejan supervivientes. El régimen nazi se derrumba y el nuevo gobierno se rinde. Karst se suicida exponiéndose al polvo.
Manning advierte al gabinete de los Estados Unidos de los riegos inminentes de una carrera armamentista nuclear, la destrucción mutua asegurada y la capacidad de segundo ataque. Convence al presidente y al gabinete de que la única solución es utilizar el monopolio nuclear estadounidense mientras aún exista. Cualquier otra potencia mundial, como la Unión Euroasiática, podría crear el polvo y bombardear a los Estados Unidos en cuestión de semanas. Todavía como congresista, Manning convence al presidente de que no hay tiempo para obtener la aprobación del Congreso y que se debe pasar por alto la Constitución.
Estados Unidos emite una «proclamación de paz» que exige esencialmente la rendición inmediata e incondicional del resto del mundo. Todos los demás estados están obligados a desarmarse y entregar todos los aviones civiles y militares de largo alcance, ya que cualquier avión puede esparcir el polvo. La prohibición de las líneas aéreas comerciales también se aplica en Estados Unidos; el Ejército gestionaría todos los viajes aéreo civiles. La mayor parte del mundo cumple con la prohibición.
Los euroasiáticos reinventan el polvo, como había advertido Manning, y lanzan un ataque sorpresa. La victoria estadounidense en la «Guerra de los Cuatro Días» se debe en gran parte a Manning, quien había hecho preparativos para que el Congreso y el presidente estuvieran fuera de Washington antes del ataque, e iniciado falsos rumores de peste para vaciar Nueva York; sin embargo, 800 000 personas mueren solo en Manhattan. Los documentos euroasiáticos reivindican por completo las políticas inconstitucionales de Manning: si el presidente hubiera esperado la aprobación del Congreso, Estados Unidos habría perdido la guerra.
Manning se convierte en jefe vitalicio de la nueva Patrulla de la Paz, con el monopolio mundial sobre el polvo radiactivo y el avión que puede transportarlo. Funda escuelas para el adoctrinamiento de cadetes patrulleros de cualquier raza, color o nacionalidad. Patrullarán el cielo y «mantedrán la paz» en cualquier país que no sea el suyo, y se les prohibirá regresar a su país de origen durante todo el tiempo que dure su servicio; «una banda de jenízaros deliberadamente expatriados, con una obligación solo para con la Comisión y la carrera, y unidos en un esprit de corps cuidadosamente alimentado».
Al final, Manning no llega a completar sus planes para la Patrulla. En 1951, el presidente muere en un accidente aéreo; su sucesor aislacionista exige la renuncia de Manning y pretende desmantelar la Patrulla. Mientras Manning discute con el presidente, aparecen en el cielo aviones cargados de polvo radiactivo: Manning está dispuesto a suicidarse y tratar a la capital de los Estados Unidos como cualquier otro lugar que perciba como una amenaza para la paz mundial. Gana el enfrentamiento y se convierte en el dictador militar indiscutible del mundo. DeFries (que está muriendo por envenenamiento por radiación) duda de que Manning, ahora el hombre más odiado de la Tierra, pueda lograr que la Patrulla se perpetúe a sí misma y sea confiable. No hay forma de saber cuánto tiempo vivirá Manning, dado su corazón débil. El narrador concluye:

Por mi parte, no puedo ser feliz en un mundo donde cualquier hombre, o grupo de hombres, tiene el poder de la muerte sobre ti y sobre mí, nuestros vecinos, y la totalidad de los seres humanos, los animales, los seres vivos. No me gusta que nadie tenga ese tipo de poder.

## Temas
Aunque Solución insatisfactoria no trata sobre las bombas de fisión, sino de una arma de polvo de radioisótopos, el relato describe con precisión muchos aspectos del desarrollo de armas nucleares y los dilemas que plantean, un año antes de que el presidente Roosevelt autorizara el Proyecto Manhattan dirigido por el general Leslie Groves. Los asesores científicos escribieron un memorando de 1943 a Groves titulado Uso de materiales radiactivos como arma militar: 

La guerra radiactiva se puede utilizar... Para hacer que las áreas evacuadas sean inhabitables... contra las grandes ciudades, para promover el pánico y crear víctimas entre la población civil... La cantidad necesaria para causar la muerte de una persona que inhala el material es extremadamente pequeña. Se ha estimado que una millonésima parte de un gramo acumulado en el cuerpo de una persona sería fatal.

Solución insatisfactoria marcó el comienzo de la preocupación de Heinlein por las armas nucleares. Después de la Segunda Guerra Mundial, Heinlein creía que la carrera armamentista nuclear era un problema urgente. Escribió algunas obras sobre la guerra nuclear a mediados de la década de 1940, como Los últimos días de los Estados Unidos, Cómo ser un sobreviviente y Pastel del cielo, pero, con la excepción de Back of the Moon, fueron rechazados por los editores. Heinlein escribió:

Escribí nueve artículos destinados a arrojar luz sobre la era posterior a Hiroshima, y nunca he trabajado más intensamente en ningún escrito, investigado el trasfondo más a fondo, y hecho un mayor esfuerzo para que el (sombrío y horrible) mensaje fuera entretenido y legible. Se los ofrecí a editoriales comerciales, no para ganar dinero, sino porque la única propaganda que tiene alguna posibilidad de influir en la gente está empaquetada de forma tan atractiva que los editores la compran creyendo que entretendrá a los clientes. La mía no estaba empaquetada de forma tan atractiva.

En 1980, fueron publicados en  Universo expandido junto con Solución insatisfactoria.
La historia también marca la primera aparición de una «patrulla» en su obra. El concepto de una orden de pilotos totalmente dedicados a preservar la paz resurge en sus relatos posteriores, como el cuento The Long Watch. En Space Cadet describe el entrenamiento y el adoctrinamiento de los cadetes de la patrulla. A los cadetes se les enseña a no preguntar sobre el país o el planeta de origen de otro, y a emular a Rivera, un patrullero legendario que ordenó el bombardeo nuclear de su propia ciudad natal y murió en la explosión.

## Ecos en la ficción posterior
La novela de 1984 The Peace War de Vernor Vinge introduce una autoridad de paz creada por científicos de investigación militar all desarrollar un dispositivo que usan para apoderarse del mundo y hacer cumplir la paz mundial de manera similar a la descrita en Solución insatisfactoria.